# Una sola salut

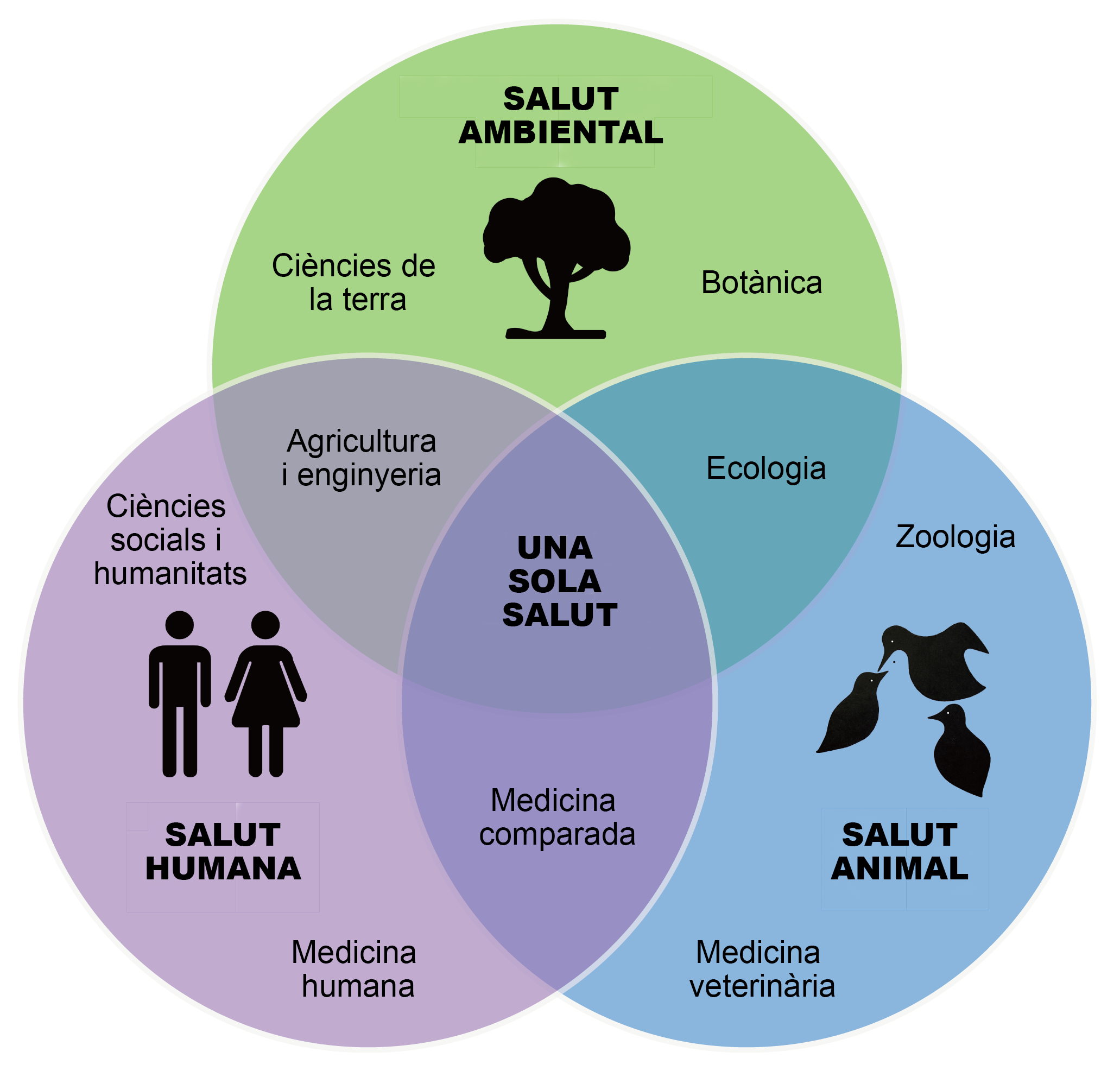
Representació gràfica d'Una sola salut i algunes de les diferents disciplines que hi intervenen.

El concepte d'Una sola salut, Salut Global o One Health va ser introduït a principis de la dècada dels 2000 i fa referència al fet que la salut humana, la sanitat animal i els ecosistemes en els quals coexisteixen són interdependents.
El seu objectiu és el disseny i implementació de programes, polítiques, legislació i recerca en l'àmbit de la salut pública de forma multisectorial i transdisciplinària, treballant a nivell local, regional, nacional i global. Veterinaris, metges, epidemiòlegs, biòlegs, sanitaris, ecòlegs, sociòlegs, juristes, filòsofs, animalistes, immunòlegs, ambientalistes, polítics, juntament amb persones d'altres disciplines, tenen un paper important per assolir aquest objectiu comú.
A banda de les malalties infeccioses emergents, el concepte Una Sola Salut inclou la salut ambiental i dels ecosistemes, les malalties no infeccioses i cròniques, l’ús del sòl, la resistència als antimicrobians i la biodiversitat.
El món està progressivament més interconnectat i es generen interaccions entre els tres dominis (humans, altres animals i medi ambient), pel que les accions en qualsevol d’ells té un impacte en els altres dos. Degut al creixement de les poblacions de persones i animals, les interfases home-animal s’estan accelerant i expandint, resultant en una amenaça per la salut dels tres dominis. El creixent moviment de persones arreu del món i els moviments associats d’animals, aliments i vectors també acceleren les interaccions, envaeixen nous territoris i canvien els seus hàbitats, alterant així el medi ambient. Per tant, és necessari considerar un enfocament col·laboratiu, integrat i multidisciplinari com Una Sola Salut per millorar la salut dels tres dominis.

## Història
La interdependència dels humans i animals i el seu respecte per la terra i aigua són una part intrínseca de la cultura de moltes civilitzacions ancestrals. D'aquesta manera, el concepte Una Sola Salut entès com al seu significat s’ha fet servir des de fa més de 2.500 anys.
| Any                                  | Esdeveniments |
| ------------------------------------ | --- |
| Aproximadament 400 a. C.             | Hipòcrates (460 a.C.-370 a.C.) va instar els metges a considerar l’entorn entre altres aspectes de la vida dels pacients sostenint la teoria de que els cossos estan compostos per quatre humors influenciats per factors de l'entorn com l'alimentació, el clima, l'exercici i el comportament sexual.                                                   |
| Aproximadament 350 a. C              | Aristòtil (384 a.C.-322 a.C.) va introduir el concepte de la medicina comparativa a través de l'estudi de les característiques comunes a les diferents espècies, demostrant així que es podia aprendre sobre els humans a partir dels animals. |
| Inicis del segle xviii               | Giovanni Maria Lancisi (1654-1720) va escriure sobre el rol important que té l’ambient en la propagació de les malalties als humans i animals. |
| 1761                                 | La fundació per part de Claude Bourgelat (1712-1779) de la primera facultat veterinària a Lió va establir a Europa una educació formal a la salut animal i les seves interaccions amb la salut humana. |
| Inicis del segle xix                 | El treball de Louis René Villermé (1782-1863) i Alexandre Parent-Duchatelet (1790-1835) va permetre el desenvolupament de l’especialitat veterinària de higiene pública. |
| Mitjans dècada de 1850 fins als 1870 | Rudolf Virchow (1821-1902) va fer servir el terme zoonosi, reconeixent les semblances entre la medicina humana i animal i que els factors ambientals eren determinants clau en la salut. |
| 1874-1884                            | William Osler (1849-1919), antic alumne de Virchow, sovint anomenat pare de la medicina moderna, va ser catedràtic de medicina a la Universitat McGill, i va promoure els conceptes de la medicina i la biologia comparatives i la integració de la salut humana i animal.                                                                                |
| 1947                                 | James Harlam Steele (1913-2013) va establir als Estats Units la Unitat de Salut Pública Veterinària que s’ha convertit en els Centres per al Control i Prevenció de Malalties (CDC) i ha ajudat a establir una educació en salut pública com a nova especialitat veterinària.                                                                             |
| 1964                                 | A mitjans de la dècada del 1960 Calvin Schwabe (1927-2006) va establir un programa pioner a la medicina preventiva veterinària. Va fer servir el terme One Medicine freqüentment per referir-se al fet que la salut dels humans, animals i ecosistemes estan interconnectades i va exposar que la medicina veterinària és una professió de Salut Pública. |
| 2004                                 | Es va dur a terme la reunió One World, One Health™, on es van definir els Principis de Manhattan. |
| 2010                                 | Es va establir la col·laboració FAO-OIE-OMS per formar el concepte de tripartit. |
| 2011                                 | Va tenir lloc el primer Congrés Internacional One Health a Melbourne, Austràlia. |
| 2019                                 | Es van dur a terme la conferència One Planet, One Health, One Future, convocada pel Ministeri d'Afers Exteriors d'Alemanya i la Wildlife Conservation Society (WCS), i la creació dels Principis de Berlin sobre el One Health. |

El concepte Una Sola Salut en el seu context actual ha estat impulsat durant l'última dècada pels Principis de Manhattan, una sèrie d’objectius proposats a la reunió One World, One Health™ de la Wildlife Conservation Society, celebrada el 2004 a la Universitat Rockefeller de Nova York. Aquests dotze principis reconeixen el vincle entre la salut humana i animal, les amenaces de les malalties per a l'economia, la importància de la inclusió de la vida silvestre i la necessitat d’elaborar enfocaments holístics per respondre i controlar les malalties emergents.
Més endavant, a través de conferències, s’ha expandit el suport d’aquest enfocament i s’ha estès el seu significat més enllà de la interfície de la salut humana–animal per englobar la salut i sostenibilitat dels ecosistemes del món.
Prèviament a la reunió One Planet, One Health, One Future de 2019, un grup de dotze experts de diversos àmbits van preparar els Principis de Berlin com a actualització dels Principis de Manhattan, que aborden problemes actuals com el desbordament de patògens, el canvi climàtic i la resistència als antimicrobians.
El 2019 també va ser l'any en què l'OIE, la FAO i l'OMS van definir el concepte Una Sola Salut com:
| « | Un enfocament per abordar una amenaça per a la salut a la interfície home-animal-entorn basat en la col·laboració, la comunicació i la coordinació entre tots els sectors i disciplines rellevants, amb l'objectiu final d'aconseguir resultats òptims per a la salut tant per a les persones com per als animals […]. | » |

Malgrat la manca de definició formal d'Una Sola Salut, existeixen múltiples definicions creades per les diferents organitzacions que hi col·laboren. La definició citada anteriorment n'és un exemple, que va ser inclosa a la guia del tripartit de 2019.

## Organitzacions internacionals
Les tres organitzacions internacionals lligades a la salut WOAH, FAO i OMS formen el tripartit, i totes elles han instaurat un enfocament d'Una Sola Salut, però amb un àmbit d’aplicació diferent.
La WOAH (Organització Mundial de Sanitat Animal, originalment Oficina Internacional d'Epizoòties, OIE) intenta garantir la implementació de l’enfocament d'Una Sola Salut a les polítiques mundials de salut animal.
La FAO (Organització de les Nacions Unides per a l'Agricultura i Alimentació) ha establert un enfocament d'Una Sola Salut per enfortir els sistemes de Salut Pública veterinària incloent més clarament la prevenció de malalties i fent èmfasi a la producció, distribució i comercialització d’aliments mitjançant una agricultura animal sostenible i una gestió dels recursos naturals.
L'OMS (Organització Mundial de la Salut) ha cohesionat les activitats d'Una Sola Salut amb les de seguretat alimentària al Departament de Seguretat Alimentària i Zoonosis.
El Banc Mundial té un rol important de recolzament de l’enfocament d'Una Sola Salut, ja que ha realitzat avaluacions econòmiques i ha declarat que es poden evitar costos amb pràctiques que tenen aquest enfocament.

### Formació del tripartit
La crisi de la grip aviària va comportar l'aparició del risc d'una pandèmia, va fer prendre consciència de la gravetat que podia comportar i va resultar en la creació del tripartit.
El 1997 va aparèixer el primer brot humà causat per un virus de grip aviària altament patogen (H5N1) a Hong Kong. El 2003-2004 aquest virus va reaparèixer als països asiàtics. El 2008 l'OMS, en col·laboració amb la FAO i la WOAH, va desenvolupar la guia Zoonotic diseases: a guide to establishing collaboration between animal and human health sectors at the country level per ajudar els països a afrontar els reptes que plantegen les zoonosis endèmiques, emergents i reemergents.
La reunió de la Conferència Ministerial Internacional sobre la grip aviària i pandèmica (IMCAPI) de 2010 va concloure amb la Declaració de Hanoi que proposava una sèrie de mesures nacionals multisectorials per detectar noves malalties que poden passar dels animals als humans. A més, la FAO, la WOAH i l'OMS van formalitzar la col·laboració del tripartit, publicant a l'abril de 2010 una nota conceptual on distribueixen el seu marc estratègic per treballar més estretament amb l'objectiu d'abordar les interfícies animal-humà-ecosistema, anomenada Sharing responsibilities and coordinating global activities to address health risks at the human-animal ecosystems interfaces.
El 2019 l'OMS, en col·laboració amb la FAO, la WOAH i socis internacionals, va desenvolupar la guia Taking a Multisectoral, One Health Approach: A Tripartite Guide to Addressing Zoonotic Diseases in Countries. El seu objectiu és proporcionar als països orientació operativa i eines per implementar aquest enfocament, abordar les zoonosis i altres amenaces per la salut de la interfície humà–animal. El mecanisme de coordinació del tripartit ha permès organitzar des del 2010 vuit tallers a l'Àsia-Pacífic sobre la col·laboració multisectorial per a la prevenció i el control de les zoonosis.

## Perspectiva medioambiental
Les condicions ambientals tenen un gran impacte en la salut dels animals i els humans. Les activitats antropogèniques són els principals conductors que modelen l’ambient. El tractament adequat de sòls i aigua i el seu ús a pastures i cultius utilitzats per a l’alimentació animal, l’eliminació adequada dels residus tòxics, la reducció dels impactes de les emissions industrials, els ambients nets als escorxadors i la preservació dels hàbitats naturals dels animals i la biodiversitat, poden contribuir a disminuir les infeccions de les malalties en els animals i en els humans.
El canvi climàtic té un paper destacat en la propagació de malalties, ja que pot modificar la distribució d’alguns vectors zoonòtics i afavorir l'aparició de malalties en zones prèviament lliures. Els esdeveniments provocats pel canvi climàtic, com l’augment de la temperatura i de la freqüència de fenòmens meteorològics extrems, onades de calor, sequeres, inundacions i tempestes, poden augmentar la disponibilitat de tòxics per als organismes productors d’aliments. El canvi climàtic també afecta la seguretat alimentària, els sistemes de ramaderia extensius, el control de la resistència antimicrobiana i a la sanitat ambiental.
És important tenir en compte aquestes qüestions ambientals per assolir els Objectius de Desenvolupament Sostenible(ODS), creats per l'Organització de les Nacions Unides (ONU) per tal de desenvolupar un entorn sostenible i saludable per a tots els éssers vius.

## Resistència als antimicrobians
La resistència als antimicrobians és una crisi de salut pública global que amenaça l’habilitat de tractar amb èxit les infeccions bacterianes. El principal problema és l’ús excessiu d’aquests medicaments en els sectors humà, animal i de l’agricultura, i l’expansió dels bacteris resistents i dels seus gens, que es mouen entre els humans, els animals i l’ambient degut a un pobre control, a la contaminació ambiental i al moviment geogràfic dels humans i animals infectats.
El 2015 es va desenvolupar el WHO Global Action Plan, que presenta un enfocament d'Una Sola Salut, per fer front a cinc objectius: millorar la consciència global sobre la resistència als antimicrobians a través de la comunicació, l’educació i un entrenament efectiu; enfortir el coneixement i la base d’evidència a través de la vigilància i la recerca; reduir la incidència de la infecció a través de sanitat efectiva, higiene i mesures de prevenció de la infecció; optimitzar l’ús de medicines antimicrobianes a la salut humana i animal i desenvolupar una inversió sostenible, que tingui en compte les necessitats de tots els països, en noves medicines, tècniques de diagnòstic, vacunes i altres intervencions.
Des del 2017, els països de la Unió Europea reben el suport del projecte Acció Conjunta Europea sobre la Resistència als Antimicrobians i Infeccions Relacionades amb l'Assistència Sanitària (EU-JAMRAI), que proposa mesures específiques per facilitar que es duïn a terme les bones pràctiques i que els responsables polítics estableixin debats per desenvolupar i implementar polítiques d'Una Sola Salut i plans d'acció nacionals, amb relació a la resistència als antimicrobians.

## Malalties infeccioses

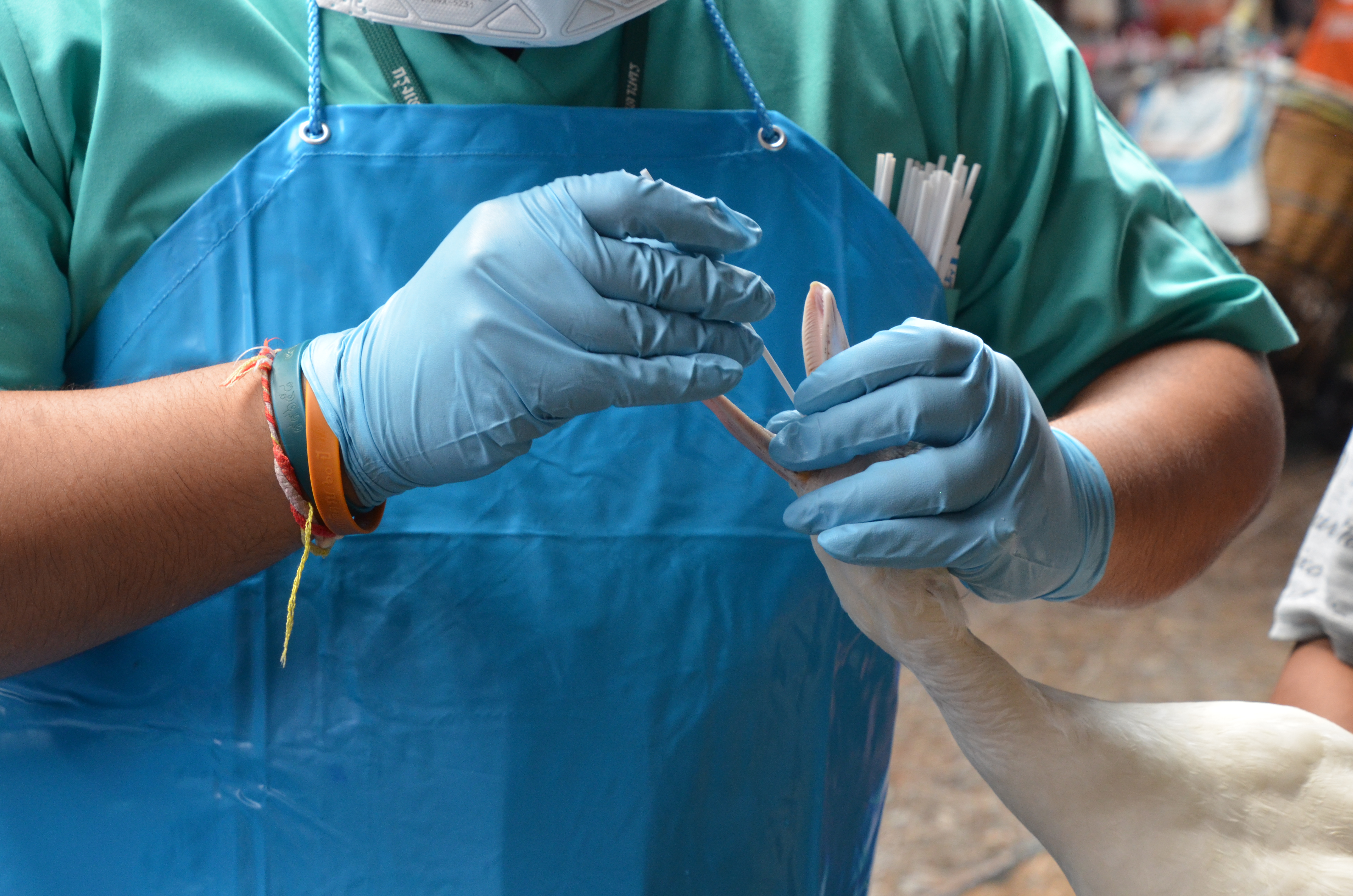
El CDC fa servir l'enfocament d'Una Sola Salut per combatre les malalties zoonòtiques.

Una Sola Salut és un canvi de paradigma a la resposta a les amenaces de les malalties infeccioses emergents, ja que, en comptes d’identificar un patogen causant d’una malaltia en un individu i aplicar una teràpia, es proposa realitzar una vigilància efectiva, centrant el focus en la vigilància de l’ambient, els animals i els humans per predir brots de malalties abans que succeeixin i en el desenvolupament d'intervencions per a la prevenció de les seves transmissions.

### Zoonosis
Les zoonosis tenen un gran impacte en la salut pública, representen el 75 per cent de les malalties infeccioses humanes emergents i són responsables de gairebé una quarta part dels anys de vida ajustats per discapacitat (AVAD) perduts per malalties infeccioses.
Segons el EU One Health Zoonoses Report realitzat per l'EFSA i l'ECDC més recent, de 2020, la campylobacteriosi ha estat la zoonosi més reportada a Europa, representant més del 60 per cent dels casos de zoonosis d'aquest any. És seguida d'altres malalties bacterianes, com la salmonel·losi, la yersiniosi i infeccions per Escherichia coli productora de toxines Shiga (STEC). Pel que fa a la gravetat de les malalties s'exposa, basant-se en el número d’hospitalitzacions i els resultats dels casos reportats el 2020, que les malalties més greus són la listeriosi i la infecció pel virus del Nil Occidental.
Per altra banda, la importància dels agents zoonòtics difereix arreu del món. Als Estats Units els CDC suggereixen prioritzar, com a patògens zoonòtics, la influença, la salmonel·losi, el virus del Nil Occidental, la pesta (Yersinia pestis), els coronavirus emergents (SARS-CoV i MERS-CoV), la ràbia, la brucel·losi i la malaltia de Lyme. En canvi, a l’Est d’Àfrica, la recerca feta indica que les majors preocupacions són les tripanosomiasis i la brucel·losi.

### La vida salvatge
Hi ha diversos patògens emergents d'alt impacte per a les persones que s'originen en la vida salvatge. S'inclouen, entre d'altres, el virus de l'Ebola i Marburg, el VIH-1, el VIH-2, el virus del Nil Occidental, el MERS i diferents subtipus de grip aviària.
S'ha proposat que la biodiversitat limita l'exposició i l'impacte de molts patògens i, per tant, la seva propagació, mitjançant un efecte de dilució o amortiment, i quan la biodiversitat disminueix, en gran manera degut a activitats antropogèniques, poden sorgir nous patògens zoonòtics.

### Malalties transmeses per vectors
Les malalties transmeses per vectors són un grup de malalties amb un gran impacte en la salut dels humans i animals i són una gran preocupació de Salut Pública arreu del món degut al gran nombre de casos de malalties a l'any, a l'elevada taxa de mortalitat i a les dificultats en el control dels vectors.
Entre d'altres, s'inclouen malalties com el dengue, la febre groga, l'encefalitis japonesa, l'encefalitis transmesa per paparres i la febre del Nil Occidental.
L'aparició de patògens transmesos per vectors depèn de la distribució dels mateixos vectors, que alhora depèn de factors climàtics, condicions ambientals i de factors antropogènics; per això, la predicció de futures infeccions resulta complexa.

### Bioterrorisme
Un atac de bioterrorisme és l'alliberament deliberat de virus, bacteris o altres agents patògens per causar malalties a humans, animals o plantes. Es necessita una vigilància integral per la detecció, la notificació i l'acció precoç tant per prevenir com per reduir l'efecte de les bioamenaces. El concepte d'Una Sola Salut permet respondre-hi mitjançant la coordinació i col·laboració entre els diferents sectors a nivell local i global.

## Implementació de les activitats d'Una Sola Salut
S’han establert xarxes de vigilància internacionals. Dos exemples en són el Sistema Global d'Alerta Precoç (GLEWS+, de l'anglès Global Early Warning System), implementat per la FAO, la WOAH i l'OMS i la Xarxa Mundial d'Alerta i Resposta davant de Brots Epidèmics (GOARN, de l'anglès Global Outbreak Alert and Response Network), que depèn de l'OMS.
També s’han establert xarxes de vigilància regionals formades per governs nacionals amb l’assistència de l’OMS i d'organitzacions filantròpiques per millorar la seva capacitat, avançar en Una Sola Salut, promoure la innovació i construir xarxes sostenibles, com l’Institut Rockefeller, que porta a terme diversos programes mèdics, científics i públics.
Hi ha nombrosos canals i xarxes de comunicació dedicades a Una Sola Salut.
- One Health Global Network és una xarxa per desenvolupar programes i projectes internacionals de col·laboració, promoure l’educació en Una Sola Salut i garantir la coherència dels missatges sobre les estratègies, la comunicació i la promoció.
- One Health Initiative és un mitjà de comunicació amb notícies i de defensa de les activitats d'Una Sola Salut que s’enfoca a la vigilància, transmissió i prevenció entre espècies.
- One Health Sweeden és una xarxa d’investigadors amb interès sobre les infeccions zoonòtiques.
- EcoHealth Alliance és una xarxa amb èmfasi en les preocupacions ambientals i estabilitat de l’ecosistema.[7]

La Comissió Una Sola Salut (OHC, de l'anglès One Health Commission) és una organització enfocada en implementar les activitats d'Una Sola Salut arreu del món, que connecta els usuaris, crea xarxes estratègiques i associacions i educa sobre els problemes que es donen a l'àmbit.

### Situació a Europa

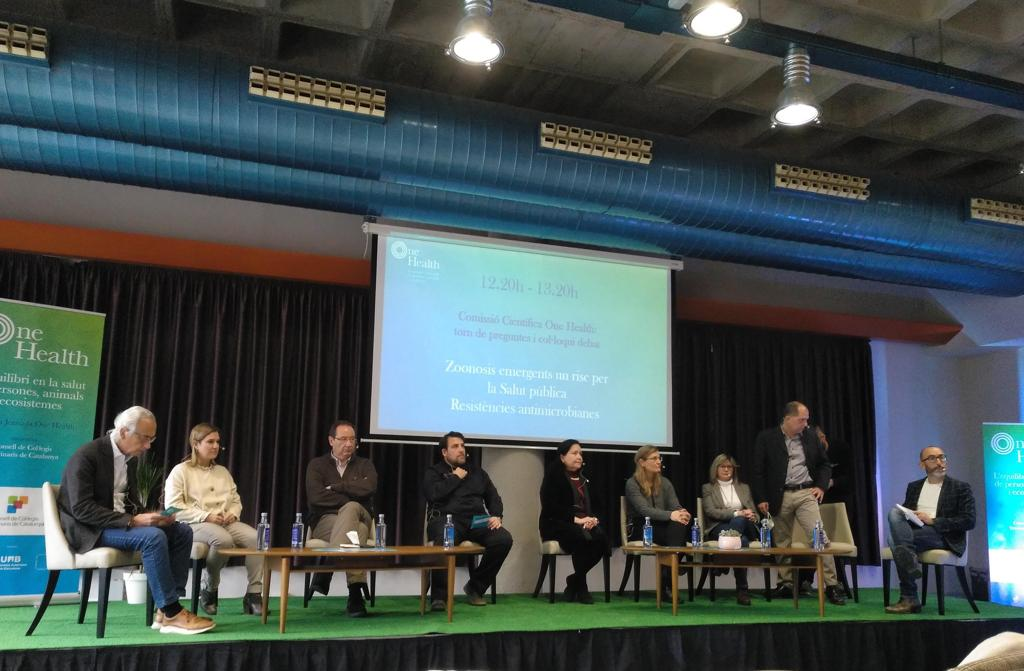
La comissió científica a la taula rodona de la primera jornada One Health: l'equilibri entre la salut de persones, animals i ecosistemes.

El 2011 la Unió Europea va publicar el document Implementation of the One Health approach in Asia & Europe: How to set-up a common basis for action and exchange of experience, on es mencionen més de 90 programes amb aquest enfocament i més de 750 professionals implicats en malalties infeccioses emergents.
El 2018 es va crear el programa One Health European Joint Programme (OHEJP) que té una durada de cinc anys. El seu objectiu principal és la millora de la col·laboració entre les diferents disciplines a través de la creació de projectes de recerca i a través de l'educació i la formació en els àmbits de les zoonosis transmeses pels aliments, la resistència als antimicrobians i les amenaces emergents. S'han associat quaranta-un laboratoris i centres de recerca europeus distribuïts en dinou estats membres que conformen una xarxa per assolir avenços en aquest àmbit.
A Espanya s'ha creat la Plataforma One Health, amb diversos objectius, entre d'altres el d'impulsar aquest moviment a nivell estatal. Aquest projecte es va presentar el 3 de Novembre de 2021 a la Jornada Estratègica One Health: una visió transdisciplinària.
El Col·legi Oficial de Veterinaris de Catalunya amb la col·laboració del Col·legi de Metges de Catalunya i la Facultat de Veterinària de la Universitat Autònoma de Barcelona van organitzar la primera jornada «One Health: l'equilibri entre la salut de persones, animals i ecosistemes», celebrada el 30 de Març de 2022 a l'Hotel Campus UAB.
En l'àmbit de l'educació, la Universitat Autònoma de Barcelona imparteix un màster oficial en Zoonosis i Una Sola Salut, com a programa d’orientació professional que ofereix eines per col·laborar a l’anàlisi dels riscos biològics i de les malalties infeccioses, amb la participació d’institucions com l'ECDC, l'EFSA, la FAO, l'OIE i l'OPS.

## Recerca
La recerca permet identificar de quines maneres es pot promoure la salut. La Unió Europea ha finançat projectes com Integrated control of neglected zoonoses: improving human health and animal production through scientific innovation and public engagement (ICOnZ) en animals, amb l'objectiu de millorar la salut humana i la producció animal als països en desenvolupament.
L'Agència dels Estats Units per al Desenvolupament Internacional (USAID, de l'anglès United States Agency for International Development) ha establert un programa emergent d'amenaces pandèmiques compost per quatre projectes: PREDICT (predir), RESPOND, (respondre), IDENTIFY (identificar) i PREVENT (prevenir), amb l'assistència dels Centres per al Control i Prevenció de Malalties (CDC), per a la detecció precoç de malalties, per al seu diagnòstic basat en tècniques de laboratori, per a la resposta a aquestes i per a la contenció ràpida i reducció del risc que suposen. El programa PREDICT s'ha desenvolupat per detectar ràpidament els patògens humans potencials a la interfase humà-animal detectant desbordaments de patògens de la fauna salvatge.
Cada cop s'està generant més consciència sobre les implicacions de la interconnexió d'animals, persones i medi ambient i sobre el terme Una Sola Salut. Això s'ha reflectit en un augment en el nombre de publicacions relacionades amb aquest terme i és en part una conseqüència de l'augment de brots de malalties zoonòtiques com la pandèmia del COVID-19, tal com es pot observar al següent gràfic.
Publicacions a la base de dades PubMed que contenen el terme «One Health» (2000-2021)
Degut també a l'expansió d'aquest concepte, s'ha designat el 3 de novembre com a dia d'Una Sola Salut, i és celebrat a través d'esdeveniments educatius i de sensibilització arreu del món, ajudant així a generar major consciència global sobre aquest àmbit.